# 阿提諾
阿提諾（直译：「威廉·約瑟夫·阿爾蒂諾」，1992年6月27日—）為美國裔臺灣男子籃球運動員，場上位置為中鋒，現效力於印尼籃球聯賽梭羅河騎士。

## 早年
阿提諾出生於美國艾奥瓦州德梅因。2008年7月，阿提諾因為父母再也無法負擔私立得梅因基督教學校的學費而轉學至公立沃基高中。2010年2月5日，阿提諾在對陣西德梅因山谷高中的比賽中繳出25分、14籃板、10阻攻的大三元表現。阿提諾在高中階段裡有三年時間為棒籃雙棲，棒球場上的位置是投手。大學第一年阿提諾為克瑞頓大學紅衫軍。

## 職業生涯
阿提諾在2015年NBA选秀落選。2015年8月，阿提諾加入愛沙尼亞球隊拉普拉。2016年2月，阿提諾與球隊教練鬧翻，球隊與阿提諾結束合作關係。2016年8月，丹麥球隊霍森斯IC簽下阿提諾。2017-18賽季阿提諾效力於賽普勒斯球隊APOP帕福斯。2018年1月，阿提諾加盟羅馬尼亞球隊加拉茨鳳凰。2018年9月，阿提諾抵達臺灣效力東南亞職業籃球聯賽寶島夢想家。
2019年7月，阿提諾從寶島夢想家離隊，留下場均20.7分、10.7籃板的成績，阿提諾因為球團在工作簽證上有疏失，導致未來三年無法在臺灣工作，阿提諾加盟巴林球隊穆哈拉格。2019年8月，阿提諾於巴林超級盃（Zain Super Cup）以28分、21籃板兩雙成績助隊奪冠且獲選為最有價值球員。2019年10月，阿提諾加盟東南亞職業籃球聯賽西港馬來西亞猛龍。
2020年3月，東南亞職業籃球聯賽宣布2019-20賽季因COVID-19疫情將無限期延賽，隨後西港馬來西亞猛龍與阿提諾解除合約。2020年8月，阿提諾加盟墨西哥球隊阿瓜斯卡連特斯黑豹。2020年9月，阿瓜斯卡連特斯黑豹宣佈阿提諾與球隊終止合約。
2021年2月，阿提諾加盟烏拉圭球隊禾巴卡馬卡比。阿提諾總計出賽9場，留下場均21.6分、10.3籃板的成績。2021年12月，阿提諾加盟T1聯盟臺南台鋼獵鷹，以歸化球員身份出戰T1聯盟。2021-22賽季共出賽18場，繳出場均26.5分、15.8籃板、3.2助攻、2.2抄截的表現，收下T1聯盟2021-22賽季籃板王。
2022年8月，阿提諾加盟P. LEAGUE+新竹街口攻城獅；阿提諾在P. LEAGUE+的身分為外籍球員。2024年1月，新竹御頂攻城獅與阿提諾達成離隊協議，阿提諾總計代表攻城獅在P. LEAGUE+出賽31場，場均可挹注19.3分、14.8籃板，2023-24賽季阿提諾出賽3場，場均16.7分、13.3籃板。2024年9月，東亞超級聯賽澳門黑熊引進阿提諾。阿提諾代表澳門黑熊出賽四場，場均貢獻18分、14.3籃板、1.5阻攻。2024年11月，印尼籃球聯賽梭羅河騎士引進阿提諾作為球隊在2025年IBL賽季的外籍球員。

## 國家隊生涯
2015年5月29日，阿提諾出現在義大利籃球協會（FIP）公佈的義大利國家實驗籃球隊第四年球員名單上，球隊6月12至22日集訓，6月23至25日出賽洛桑錦標賽（Torneo a Losanna），6月26至28日出戰在羅馬舉辦的夏季聯賽（Summer League 2015）。6月12日，義大利籃球協會在集訓開始當天表示阿提諾正等待意大利护照發放。6月22日，義大利籃球協會在啟程前往洛桑出賽洛桑錦標賽當天表示阿提諾已不在義大利國家實驗籃球隊的陣容名單當中。
2019年5月14日，中華民國籃球協會表示威廉瓊斯盃男籃賽有意安排阿提諾等三人進行試訓，作為新歸化籃球員依據。5月21日，中華民國籃球協會表示阿提諾因為工作簽證問題無法到臺灣進行測試。
2021年10月5日，中華民國籃球協會表示將讓阿提諾遵循戴維斯模式以殊勳方式申請歸化。11月3日，阿提諾確定在不需放棄原有國籍情況下歸化中華民國國籍，成為中華男籃第二位依循戴維斯模式加入的歸化球員。阿提諾與中華民國籃球協會簽下兩年、月薪約一萬五千美元的合約。12月20日，阿提諾領取中華民國身分證。
2022年2月代表中華男籃參賽2023年世界盃亞洲區資格賽第一輪第一、二階段，6月底因為確診COVID-19無法參加2023年世界盃亞洲區資格賽第一輪第三階段，7月初康復後參賽2022年亞洲盃，9月中隨著中華培訓隊參賽跨聯盟籃球邀請賽。
2023年5月阿提諾入選2022年亞運男籃培訓隊。8月阿提諾代表中華藍參加威廉瓊斯盃男籃賽，中華藍以7勝1敗收下該屆瓊斯盃亞軍。9月阿提諾代表中華男籃參賽亞運，最終中華男籃以第四名作收。
2022年亞運結束後，阿提諾與中華籃協談約過程逐步批露於公眾，雙方合約已於亞運開賽前的2023年9月30日到期，2023年9月前雙方開始協商續約，中華男籃選訓委員會為考察阿提諾，希望觀察阿提諾在亞運的表現故未決議續約，而且亞運主辦方未能在行前確認阿提諾能否參賽，所以中華籃協以超出合約時間的比賽依比例支付薪資及直接再支付一個月薪資等提議協商變通方式，阿提諾經紀人提出雙方希望續約2年，否則考慮不參賽。後在2023年9月29日中華籃協答應在雙方有最大誠意及善意儘速達成續約共識的前提下，依照原合約支付薪資，籃協稱阿提諾方不認同。同年10月、12月中華男籃選訓委員會提出1+1合約，並依期待具體標準加入激勵條款，惟雙方仍未對整份合約達成共識，最終中華籃協在2024年2月19日正式聲明續約破局並公開談判過程。

## 生涯數據

### T1聯盟
例行賽
| 賽季    | 球隊         | GP | MPG   | 2P%  | 3P%  | FT%  | RPG  | APG | SPG | BPG | PPG  |
| ------- | ------------ | -- | ----- | ---- | ---- | ---- | ---- | --- | --- | --- | ---- |
| 2021-22 | 臺南台鋼獵鷹 | 18 | 42:00 | 56.5 | 29.4 | 45.8 | 15.8 | 3.2 | 2.2 | 0.7 | 26.5 |

### 東南亞職業籃球聯賽
| 賽季    | 球隊             | GP | MPG  | FG%  | 3P%  | FT%  | RPG  | APG | SPG | BPG | PPG  |
| ------- | ---------------- | -- | ---- | ---- | ---- | ---- | ---- | --- | --- | --- | ---- |
| 2018-19 | 寶島夢想家       | 25 | 34.5 | 50.1 | 23   | 62.9 | 10.7 | 3.1 | 1.7 | 1.5 | 20.7 |
| 2019-20 | 西港馬來西亞猛龍 | 17 | 37.3 | 48.5 | 27.8 | 53.4 | 13.3 | 2.6 | 1   | 2.2 | 23.3 |

## 外部連結
- 阿提諾的Instagram帳戶
- 阿提諾在fiba.basketball（英语）
- 阿提諾在P. LEAGUE+官網
- 阿提諾在Sports-Reference.com（NCAA）（英语）
- 阿提諾在Eurobasket.com（球員）（英语）
- 阿提諾在Proballers（英语）
- 阿提諾在RealGM（英语）
- 阿提諾在Flashscore（英语）
- 阿提諾在Flashscore（英语）
- 阿提諾在Global Sports Archive（英语）